# اکسمینستر
latitudeاکسمینسترlongitudeاکسمینستر
اکسمینستر (به انگلیسی: Axminster) یک منطقهٔ مسکونی در انگلستان است که در جنوب غربی انگلستان واقع شده‌است.

## خصوصیات
اکسمینستر ۵٬۶۲۶ نفر جمعیت دارد.